# منتخب السويد تحت 18 سنة لهوكي الجليد للسيدات
منتخب السويد تحت 18 سنة لهوكي الجليد للسيدات (بالسويدية: Sveriges damjuniorlandslag i ishockey)‏ هو ممثل السويد الرسمي في المنافسات الدولية في هوكي الجليد للسيدات
.